# Rhododendron alabamense
Rhododendron alabamense Rehder, 1921  è una pianta appartenente alla famiglia delle Ericacee.

## Distribuzione e habitat
La specie è diffusa negli Stati Uniti sud-orientali (Alabama, Florida, Georgia, Mississippi, Tennessee).